# Care Revolution
Care Revolution ist ein Konzept, mit dem sich Gruppen und Initiativen für einen grundlegenden gesellschaftlichen Wandel der Arbeitswelt und die Wertschätzung von Care-Arbeit einsetzen. Ihr Ziel sind gesellschaftliche Rahmenbedingungen, unter denen alle Menschen ihre Bedürfnisse, insbesondere bezüglich der Sorge umeinander, befriedigen können. Hierfür wurde 2014 ein deutschlandweites Netzwerk gegründet.

## Strategie der Care Revolution
Das Konzept „Care Revolution“ bezeichnet eine politische Transformationsstrategie. Anknüpfend an Erkenntnisse feministischer Theorie hinsichtlich der gesellschaftlichen Bedeutung unentlohnter Hausarbeit, wird die grundlegende Bedeutung von Sorgearbeit (oder Care-Arbeit) ins Zentrum einer gesellschaftskritischen Analyse und des politischen Handelns gestellt. Menschen benötigen von ihrer Geburt an die Sorge anderer, ohne die sie nicht überleben könnten. Aufgrund steigender Anforderungen im Berufsleben und prekärer Lebenslagen sind jedoch viele Menschen nicht (mehr) in der Lage, angemessen für sich und andere zu sorgen. Zusätzlich wird die Unterstützung von Sorgetätigkeiten durch neoliberale Einsparungspolitiken im Gesundheits- und Bildungsbereich erschwert. Gabriele Winker sieht darin eine „Krise sozialer Reproduktion“, die sie als „zugespitzten Widerspruch zwischen Profitmaximierung und der Reproduktion von Arbeitskraft“ begreift.
Mit folgenden Schritten wollen sich Aktivisten der Care Revolution dem Ziel guter Sorge und eines guten Lebens nähern:
- Realisierung von Zeitsouveränität und Existenzsicherheit (hierzu gehören u. a. Arbeitszeitverkürzungen, eine Erhöhung des Mindestlohns und Kampagnen für ein Bedingungsloses Grundeinkommen)
- Ausbau sozialer Infrastruktur (z. B. im Sinne gut ausgestatteter, kostenloser Gesundheits- und Bildungsinstitutionen, öffentlichen Nahverkehrs, der Verfügbarkeit von Wohnraum, Unterstützung von Selbsthilfenetzwerken)
- Demokratisierung und Selbstverwaltung des Care-Bereichs (z. B. durch dezentrale Gestaltung, Selbstorganisation vor Ort)

Zielsetzung der Transformationsstrategie ist eine solidarische Gesellschaft ohne Diskriminierungen und Ausschlüsse und eine Ökonomie, die sich an den Bedürfnissen der Menschen orientiert.

## Netzwerk Care Revolution
Um die genannten Ziele schrittweise umzusetzen, gründete sich 2014 das Netzwerk Care Revolution. Dieses Netzwerk setzt sich insbesondere für grundlegende Veränderungen im Bereich nicht entlohnter und entlohnter Sorgearbeit ein. Im Netzwerk Care Revolution sind über 70 Initiativen und darüber hinaus auch Einzelpersonen aus unterschiedlichen gesellschaftlichen Bereichen und auch mit verschiedenartiger politischer Schwerpunktsetzung vertreten.
Als Zielsetzung des Netzwerks wird formuliert:
„[Gemeinsam ist den beteiligten Gruppen] der Kampf gegen Lücken in der öffentlichen Daseinsvorsorge, die zu Überforderung und Zeitmangel führen. Langfristig streben wir neue Modelle von Sorge-Beziehungen und eine Care-Ökonomie an, die nicht Profitmaximierung, sondern die Bedürfnisse der Menschen ins Zentrum stellt, und die Sorgearbeiten und Care-Ressourcen nicht nach rassistischen, geschlechtlichen oder klassenbezogenen Strukturierungen verteilt.“

## Geschichte und Tätigkeiten des Netzwerks
Das Netzwerk Care Revolution wurde 2014 kurz nach der Aktionskonferenz Care Revolution, die im März in Berlin stattfand, gegründet. Dort kamen 500 Menschen aus unterschiedlichen Bereichen bezahlter und unbezahlter Care-Arbeit (Eltern, pflegende Angehörige, Erzieher, Pflegekräfte, Beschäftigte in der Sozialen Arbeit, der Assistenz, im Bereich der sexuellen Dienstleistungen und Haushaltsangestellte) sowie Vertreter politischer Initiativen zusammen. Seit der Gründung haben sich in den Städten Berlin, Bielefeld, Frankfurt, Freiburg, Hamburg, Hannover, Lübeck und in Thüringen Lokalgruppen gegründet und es finden etwa zweimal im Jahr bundesweite Netzwerktreffen statt. Neben einem regelmäßigen Austausch über die Situationen der einzelnen Kooperationspartner und über Arbeitskämpfe im Care-Bereich hinaus, beteiligen sich lokale Gruppen des Netzwerks regelmäßig an Demonstrationen am Internationalen Frauentag und zum 1. Mai, um die nicht oder schlecht entlohnte, gesellschaftlich aber notwendige Care-Arbeit sichtbar zu machen. Um auf die Krise sozialer Reproduktion zu verweisen, haben sich Gruppen aus dem Netzwerk an den Blockupy-Aktionen beteiligt. 2015 bei den Streiks in den Sozial- und Erziehungsdiensten sowie im Berliner Charité-Krankenhaus verwiesen Beteiligte aus dem Netzwerk Care Revolution darauf, wie wichtig die politische Zusammenarbeit von Eltern und Kita-Beschäftigten sowie von (potenziellen) Patienten und Pflegekräften ist, um für alle Beteiligten bessere Arbeits- und Lebensbedingungen zu erstreiten. Seit 2016 macht ein Equal Care Day darauf aufmerksam, dass der Löwenanteil in der Care-Arbeit nach wie vor von Frauen erbracht wird, und setzt sich für eine gerechtere Verteilung ein.

## Kooperationspartner
Im Netzwerk Care Revolution ist ein breites Spektrum an Gruppen und Initiativen aus unterschiedlichen (Care-)Bereichen vertreten. So beteiligen sich u. a. Elterninitiativen und migrantische Selbstorganisationen, (queer-)feministische Gruppen und Gewerkschafts-Betriebsgruppen im Bereich der Pflege und Erziehung, Initiativen pflegender Angehöriger und Gruppen von Menschen mit Behinderungen, Organisationen sozialer Bewegungen sowie kirchliche und parteiunabhängige linke Gruppen.